# Driver's High
"Driver's High" é o décimo oitavo single da banda japonesa L'Arc~en~Ciel, lançado em 11 de agosto de 1999. Atingiu a 2ª posição no Oricon Singles Chart. A canção foi usada como primeiro tema de abertura do anime Great Teacher Onizuka.

## Faixas
Todas as letras escritas por Hyde. 
| N.º            | Título                           | Música             | Duração |  |
| 1.             | "Driver's High"                  | Tetsu              | 4:10    |  |
| 2.             | "cradle ~down to the earth mix~" | remix por Yukihiro | 7:18    |  |
| Duração total: | Duração total:                   | Duração total:     | 11:28   |  |

## Desempenho
| Parada (1998) | Melhor posição |
| ------------- | -------------- |
| Oricon        | #2             |